# Jeong Bo-young
Jeong Bo-young (kor. 정보영, * 21. Mai 2003) ist eine südkoreanische Tennisspielerin.

## Karriere
Jeong spielt bislang hauptsächlich Turniere der ITF Women’s World Tennis Tour, wo sie bisher zwei Einzel- und drei Doppeltitel gewinnen konnte.
Ihr Debüt auf der WTA Tour gab sie bei den Hana Bank Korea Open 2022, wo sie der topgesetzten Jeļena Ostapenko in der ersten Runde nur knapp mit 4:6, 6:3, 6:72 unterlag.
2023 gab sie ihr Debüt in der Südkoreanischen Billie-Jean-King-Cup-Mannschaft, wo sie bislang zwei Einzel verlor und ein Doppel gewann.

## Turniersiege

### Einzel
| Nr. | Datum            | Turnier      | Kategorie | Belag     | Finalgegnerin  | Ergebnis  |
| --- | ---------------- | ------------ | --------- | --------- | -------------- | --------- |
| 1.  | 8. Dezember 2024 | Stellenbosch | ITF W15   | Hartplatz | Jahnie van Zyl | 6:2, 7:65 |
| 2.  | 17. August 2025  | Lu’an        | ITF W15   | Hartplatz | Yang Ya-yi     | 6:4, 6:2  |

### Doppel
| Nr. | Datum            | Turnier             | Kategorie | Belag     | Partnerin       | Finalgegnerinnen                     | Ergebnis         |
| --- | ---------------- | ------------------- | --------- | --------- | --------------- | ------------------------------------ | ---------------- |
| 1.  | 17. Februar 2024 | Scharm asch-Schaich | ITF W15   | Hartplatz | Sarah van Emst  | Jewgenija Burdina Yasmin Ezzat       | 6:2, 6:1         |
| 2.  | 9. März 2024     | Scharm asch-Schaich | ITF W15   | Hartplatz | Andrė Lukošiūtė | Daria Kuczer Liisa Varul             | 6:2, 6:0         |
| 3.  | 6. Juli 2024     | Nakhon Si Thammarat | ITF W35   | Hartplatz | Rinon Okuwaki   | Vaidehi Chaudhari Peangtarn Plipuech | 2:6, 7:5, [10:7] |